# Шеридан, Кэти
Кэти Шеридан (англ. Katie Sheridan, р. 29 декабря 1986 в Беркшире, Англия) — английская актриса, более известная своей ролью в комедийном сериале «Джинн в доме» телеканала Nickelodeon. Сериал с заявленными 78 эпизодами транслировался в Великобритании и Нидерландах телеканалом Nickelodeon, в Турции на канале BNT 1 и во Франции на Canal J.

## Биография
Родилась в 1986 году Беркшире. Была первым ребёнком у Мишеля и Терезы Шеридан. Есть младший брат Роберт. С 4 лет начала посещать местную школу танцев, а с 9 лет участвовала в беркширском хоре девочек. В возрасте 13 лет Кэти стала работать по контракту с агентством Jackie Palmer, которое в августе 2001 года дало ей роль, ставшую её первой телевизионной работой, в криминальном сериале «Cracking the Killer's Code» канала ITV.
По окончании средней школы поступила в колледж, где получила диплом, с максимальными оценками, по специальности исполнительское искусство и английская литература. Во время учёбы в колледже начала сниматься в сериале «Джинн в доме» в роли Софи Нортон.

## Избранная фильмография
| Год       |   | Русское название  | Оригинальное название      | Роль                    |
| --------- | - | ----------------- | -------------------------- | ----------------------- |
| 2003      | ф |                   | Cracking the Killer's Code |                         |
| 2003      | с | Сверхспособности  | Powers                     | Сэм Райан               |
| 2004      | с |                   | Casualty                   | Бекки Иствуд            |
| 2004      | с | Воскрешая мёртвых | Waking the Dead            | Сара                    |
| 2004      | ф |                   | In 2 Minds                 | Беки                    |
| 2005      | ф |                   | If TV Went Down The Tube   |                         |
| 2005      | с |                   | Lovesoup                   | девушка-подросток Тинер |
| 2006      | с |                   | Brief Encounters           | Рейчел Грэхем           |
| 2005—2009 | с | Джинн в доме      | Genie in the House         | Софи Нортон             |